# Sudamérica Rugby
Sudamérica Rugby, früher die Confederación Sudamericana de Rugby (CONSUR), ist der für Südamerika zuständige Kontinentalverband für die Sportarten Rugby Union und Siebener-Rugby sowie einer von sechs kontinentalen Verbänden unterhalb des Weltverbandes World Rugby. Ihm sind 16 nationale Verbände angeschlossen. Der am 14. Oktober 1988 gegründete Verband ist für die Ausrichtung verschiedener Rugbyturniere zuständig, darunter die Südamerika-Meisterschaft (inkl. U-18 und U-21), den Pokal der Landesmeister sowie zusammen mit Rugby Americas North die Americas Rugby Championship. Da Siebener-Rugby eine olympische Sportart ist, arbeitet Sudamérica Rugby hier mit der Panamerikanische Sportorganisation zusammen.

## Geschichte
Die Confederación Sudamericana de Rugby (CONSUR) Sudamérica Rugby wurde im Oktober 1988 in der paraguayischen Hauptstadt Asunción gegründet. Gründungsmitglieder waren Argentinien, Brasilien, Chile, Paraguay und Uruguay. Im Jahr 2015 benannte sich die CONSUR in Sudamérica Rugby um.

## Mitglieder

Anzahl der registrierter Rugbyspieler in den Mitgliedsverbänden von Sudamérica Rugby (2018):
>100.000 Lizenzen
>40.000 Lizenzen
>20.000 Lizenzen
>10.000 Lizenzen
>5.000 Lizenzen
<5.000 Lizenzen

Vollmitglieder:
| - Argentinien (UAR) - Brasilien (CBRu) - Bolivien - Chile (FDNR) - Costa Rica - Ecuador - El Salvador - Guatemala | - Honduras - Kolumbien - Nicaragua - Panama - Paraguay - Peru - Uruguay (URU) - Venezuela |